# Kalte Bode
Die Kalte Bode ist der linke, 18 km lange Quellfluss der Bode im Hochharz in Sachsen-Anhalt.

## Name
Der Name ist eine Zusammensetzung aus dem Flussnamen der Bode und dem Adjektiv kalt, ein aus dem Althochdeutschen bzw. Mittelhochdeutschen stammendes und seitdem unverändert gebliebenes Adjektiv. „Die Unterscheidung“ von Kalter und Warmer Bode „ist seit Mitte des 15. Jahrhunderts urkundlich belegt.“ Der ursprünglich Wormbode genannte Quellfluss könnte nach dem Wurmberg (Wormberg) benannt sein. Aus Wormbode wurde dann im Lauf der Zeit die Warme Bode. „Kalte Bode ist wohl nur ein missverstandener Gegensatz dazu.“ Neben Wormbode gab es auch den Namen Wurmbode. Außerdem gibt es die Wormke, ein Zufluss der Kalten Bode.

## Verlauf
Die Kalte Bode entspringt im Oberharz am Fuße des Brockens, im Südteil des sogenannten Brockenfeldes, direkt an der Landesgrenze zu Niedersachsen, nördlich von Braunlage am Bodesprung. Gleich in der Nähe liegen die Ursprünge der Großen Bode, der Ecker und der Oder. Zunächst fließt die Kalte Bode nach Osten Richtung Schierke, am Nordhang des Wurmberges entlang. In Schierke ändert sie ihre Fließrichtung nach Süden.
Im Elendstal, einem wildromantischen Tal zwischen Schierke und Elend, hat die Kalte Bode im Frühjahr auf diesem kurzen Stück gewaltige Wassermassen ins Tal zu bringen. Wenige Kilometer hinter Elend wird sie im Mandelholzer Rückhaltebecken aufgestaut, bis sie sich hinter Königshütte unterhalb der Ruine Königsburg mit der Warmen Bode zur Bode vereinigt.

## Zuflüsse
| Linke Zuflüsse                                                                    | Rechte Zuflüsse                                              |
|                                                                                   |                                                              |
| - Schwarze Schluftwasser - Strullicken (Elend) - Wormke (Mandelholz) - Hirschbach | - Sandbeek - Braunes Wasser (Schierke) - Kuhbach (Neuehütte) |
| (in Klammern die Ortschaft der Mündung in die Kalte Bode)                         |                                                              |